# اعتلال معوي مفقد للبروتين
الاعتلال المعوي المُفقِد للبروتين هو مرض يصيب القناة الهضمية (مثل تلف جدار الأمعاء) ينتج عنه خسارة صافية للبروتين من الجسم.

## العلامات والأعراض
من أهم علامات وأعراض اعتلال الأمعاء المفقد للبروتين الإسهال والحمى وعدم الراحة العامة في البطن. قد يعاني المرضى من تورم في الساقين بسبب الوذمة المحيطية أيضًا، ومع ذلك، إذا ترافق الاعتلال المعوي المفقد للبروتين مع مرض جهازي مثل قصور القلب الاحتقاني أو التهاب التامور المضيق، فقد يكون سبب الأعراض هو المرض الأساسي.

## الأسباب
تشمل أسباب اعتلال الأمعاء المفقد للبروتين حالات مرضية في الجهاز الهضمي (من بين أسباب أخرى)، مثل:
- داء الأمعاء الالتهابي
- عيب خلقي في القلب (يؤدي البطين الواحد بعد الإصلاح الجراحي إلى قصور القلب الاحتقاني[4])
- التهاب الصائم التقرحي مجهول السبب.
- العدوى (انسداد ثانوي)
- الورم (انسداد ثانوي)
- الغرناوية أو الساركويد (انسداد ثانوي).
- الداء النشواني.
- الذئبة الحمامية الشاملة (الجهازية) أو الذئبة الحمراء.
- مرض مينيترييه.
- متلازمة زولينجر إيليسون.
- التهاب المعدة والأمعاء اليوزيني.
- الداء البطني.
- العوز المناعي الشائع المتغير (CVID)
- توسع الأوعية اللمفاوية المعوي الأولي.

## الآلية
يحدث اعتلال الأمعاء المفقد للبروتين نتيجة لفقدان بروتينات البلازما التي تدخل الجهاز الهضمي (التجويف). اعتلال الأمعاء المفقد للبروتين هو أحد مضاعفات اضطراب معين، سواء كان انسدادًا لمفاويًا أو إصابة في الغشاء المخاطي.
يُلاحظ في اعتلال الأمعاء المفقد للبروتين عند الأطفال العديد من التغييرات في الخلايا الظهارية المعوية التي تسبب المرض عن طريق زيادة معدل فقد البروتينات (المصل). قد تسبب الشذوذات الجزيئية الخلقية، أو اختلال وظيفة التصريف اللمفاوي تغيرات في النسيج الظهاري. ترتبط البروتيوغليكانات، وهي سلاسل من الغلوكوز أمينو غليكان بالبروتينات، وتسبب اعتلال معوي مفقد للبروتين مباشرة، وتزيد من السيتوكينات الالتهابية. يعاني الأطفال المصابون باضطرابات الغلكزة الخلقية من اعتلال الأمعاء المفقد للبروتين أيضًا.

## التشخيص
يُشخص اعتلال الأمعاء المفقد للبروتين عن طريق استبعاد الأسباب الأخرى لفقدان البروتين. يمكن استخدام التنظير لتحديد سبب فقدان البروتين في الأمعاء. من الطرق الأخرى للتشخيص: الإفراز البرازي لألفا 1-أنتيتريبسين والذي يعد علامة على الإصابة باعتلال معوي مفقد للبروتين، بالإضافة إلى الأمصال الفيروسية التي قد تكون مفيدة للكشف عن المرض.

## العلاج
بحسب ريتشيك وزملائه، يعتمد علاج اعتلال الأمعاء المفقد للبروتين على الحالة المرضية الأساسية، وقد يعني هذا علاج نقص بروتين الدم أو الغشاء المخاطي في الأمعاء.
لأسباب قلبية، يجب أن يكون علاج الاعتلال المعوي المفقد للبروتين بعد عملية فونتان مساويًا لمستوى نقص بروتين الدم الموجود. لذلك يجب تصنيف المرضى بناءً على مستويات الألبومين في الدم، إذا كانت أقل من الطبيعي (عادة أقل من 3.5 غ/ دل) ولكن أعلى من 2.5 غ/ دل، يمكن اعتبار ذلك شكلاً خفيفًا من اعتلال الأمعاء المفقد البروتين. تريح المعالجة العرضية للوذمة بالفوروسيميد (والألداكتون) مريض نقص بروتينات الدم الخفيف.

## عند الحيوانات
قد يصيب الاعتلال المعوي المفقد للبروتين الكلاب أيضًا. سيكون مستوى ألبومين الدم عند الكلاب المصابة منخفضًا. اعتلال الأمعاء المزمن هو أحد الأسباب المحتملة للمرض. أثبتت دراسة أجريت على الكلاب أن نقص ألبومين الدم هو عامل خطر ذو إنذار ونتائج سيئة على الكلاب. سرطان الغدد الليمفاوية المعدية المعوية وتوسع الأوعية اللمفاوية المعوية من الأمراض الأخرى التي قد تسبب اعتلال الأمعاء المفقد للبروتين عند الكلاب. يبدو أن سلالة لوندهاندس تملك خطرًا أكبر من غيرها من السلالات للإصابة بالاعتلال المعوي المفقد للبروتين.